# كشمير كات
كشمير كات (بالنرويجية البوكمول: Cashmere Cat )‏ (و. 1987  م) هو منتج أسطوانات، وموسيقي، ودي جيه، وملحن، ومغن مؤلف نرويجي، ولد في هالدن.

## جوائز
حصل على جوائز منها:
- نيشان الفنون والآداب من رتبة قائد (17 يناير 2013)"Nomination dans l'ordre des Arts et des Lettres janvier 2013 - Ministère de la Culture". مؤرشف من الأصل في 2019-04-15. اطلع عليه بتاريخ 2019-04-15.
- جائزة المنافسة العامة  [لغات أخرى]‏ (1946)

## وصلات خارجية
- كشمير كات على موقع IMDb (الإنجليزية)
- كشمير كات على موقع ميوزك برينز (الإنجليزية)
- كشمير كات على موقع أول ميوزيك (الإنجليزية)
- كشمير كات على موقع ديسكوغز (الإنجليزية)
- كشمير كات على موقع ديسكوغز (الإنجليزية)

- كشمير كات في قاعدة بيانات الأفلام على الإنترنت